# Ilfo Minzoni
Ilfo Minzoni (Firenze, 22 gennaio 1913 – Firenze, 14 luglio 1999) è stato un pilota automobilistico italiano.

## Biografia
Classe 1913, il Cavalier Ilfo Minzoni da sempre innamorato dei motori e delle competizioni automobilistiche, inizia a correre nel 1932, con una Fiat 509 Monza la prima delle sue sette Mille Miglia.
Nel 1954 alla Mille Miglia, si classificò terzo assoluto di categoria con la sua Ferrari 2560 Sport con il numero di gara 553, quest'impresa non passò inosservata diventando pilota d'onore del club Ferrari, dopo un incidente avvenuto nel 1955 al Giro di Sicilia con la sua nuova Ferrari 3000 Minzoni interrompe la sua carriera per tre anni, e nel frattempo fondò nel 1956 la scuderia Biondetti, in onore del grande amico Clemente Biondetti scomparso l'anno prima.
Oltre alle Ferrari il Cavaliere ha gareggiato con Alfa Romeo, Fiat, Nardi-Danese-Maserati, partecipando complessivamente ad oltre 200 gare.

## Vita privata
Nel corso della sua carriera da pilota Minzoni ha sempre avuto al suo fianco un supporto fondamentale: sua moglie Marcella.
Proveniente da una famiglia nota di Firenze, lei non solo contribuiva economicamente, ma lo accompagnava anche nelle gare, ricoprendo il ruolo di cronometrista durante alcuni rally. Insieme hanno avuto un figlio, che è cresciuto in un ambiente in cui la passione per le corse era parte della quotidianità. Un rapporto di fiducia e collaborazione che ha permesso a lui di concentrarsi sulla guida e a lei di essere sempre presente, senza mai cercare riflettori o clamore. Una complicità discreta, lontana dal palcoscenico, ma essenziale per la sua passione e la sua carriera.  Il 14 luglio del 1999, il grande pilota si spegne a Firenze, dopo i funerali il corpo riposa nella cappella della Famiglia Battagli, al cimitero di Soffiano, con la sua adorata moglie Marcella Battagli.

## Risultati sportivi
Inizia a correre seriamente in auto negli anni 50, prima correva sulle moto del cognato Alvaro Battagli, appassionato fiorentino, che prestava le proprie Gilera a piloti come Aldo Bernardoni e Giuliano Maoggi. Acquista la prima auto da competizione una Nardi-Danesi, con il primo motore di produzione Ferrari, un 1500cc 85 cavalli, probabilmente anche per questo Ferrari ha sempre avuto un occhio di riguardo per il pilota gigliato. Con questa auto si classifica: 2 alla firenze-fiesole.
1948
- Mille Miglia 1948 2° Classificato classe 1100 turismo tempo h 20 18,58

1949
M. V. Augusta 125 cc
- 27-3 - 1949 Motosciatoria-Abetone 1° Classificato
- 25-4-49 Valli Fiorentine - Corsa di Regolarità 13° Classificato di Categoria - 21° Assoluto
- 1-5-49 Circuito Velocità Silma 1° Classificato
- 8-5-49 Collina Pistoiese 3° Classificato
- 15-5-49 Circuito Velocità di Livorno 1° classificato

1950
- Firenze-Fiesole 1950 1° Categoria su 1500 Lancia Aprilia Turismo

Firenze-Fiesole 1951 1° Categoria 1.100 con la Fiat 1100 Turismo del cognato Alvaro Battagli

1952
NARDI-DANESE Sport 2000 cc
- Massarosa-Lucca 1 categoria sport oltre 1100
- Firenze–Fiesole 2' Assoluto dietro Brandi A. Anno 1952

1954
- Giro della Tostana 4° Categoria Sport oltre 2000 su Ferrari 2560 (212 export Motto)
- Mille Miglia 3° Categoria 13^ Assoluto
- Targa Florio 4 categoria 6^ Assoluto
- Consuma 7^ Assoluto
- Livorno-Castellaccio 2°Assoluto
- Firenze-Siena 3^ classificato 4^ assoluto
- Giro delle Calabrie 2 Categoria 10' assoluto
- Sei ore notturne di bari 4° Assoluto

1955
Nel 1955 Minzoni dopo aver distrutto la Propria Ferrari 3000cc, non volle rinunciare alla Mille Miglia, allora accettò la proposta dell’amico, il Conte Alberto Magi, di diventare il copilota di una vettura speciale, una Maserati A6GCS Berlinetta carrozzata da Pininfarina, una di quatto esemplari costruiti su richiesta del concessionario romano Guglielmo Dei. La loro, telaio 2059  rosso con una banda centrale bianca, li deluse; giunto al 109° posto, il Conte Magi se ne liberò velocemente. 
Oggi i cultori del marchio Maserati di tutto il mondo hanno proclamato "l"icona dei 100 anni del Tridente è la Maserati A6GCS Berlinetta Pininfarina".

1959
- Campione Sociale, Anno 1959 Scuderia Biondetti su Giulietta S.V. bianca 1300
- Rally dei 7passi, 1°Categoria 8^Assoluto
- 11-10-59 A.C Forlì Regolarità 13° Assoluto

1960
- 15-5-60 Circuito Castelli matiloili  Reggio Emilia 8'°A Assoluto
- 8°Assoluto Rallye Supercontemaggiore su Giulietta 1300 TI (turismo internazionale)
- Targa Florio 2°Categoria fino a 1100 Sport con Attilio Brandi.

- Pilota d'onore del Club Ferrari Italia.
- Ufficiale e Cavaliere della Repubblica Italiana